# Black Thought
Black Thought (nome artístico de Tariq Luqmaan Trotter; Filadélfia, 3 de outubro de 1971) é um rapper norte-americano. Faz parte de um dos grupos undergrounds mais conhecidos dos Estados Unidos o The Roots, atualmente tentando carreira solo pelo selo Machine Shop.